# Finale UEFA Champions League 1994
De UEFA Champions Leaguefinale van het seizoen 1993/94 is de tweede finale in de geschiedenis van de Champions League. De wedstrijd vond op 18 mei 1994 plaats in het Olympisch Stadion in Athene. AC Milan stond voor de tweede keer op rij in de finale. Ze namen het op tegen het zogenoemde "Dream Team" van FC Barcelona. Milan won met 4–0. Het is de op één na grootste zege ooit in een Champions Leaguefinale.
Er waren ook twee Nederlanders in de finale. Bij Barcelona was Johan Cruijff trainer en speelde Ronald Koeman de hele wedstrijd. Marco van Basten, destijds speler van Milan, miste de finale door een blessure.

## Voorgeschiedenis

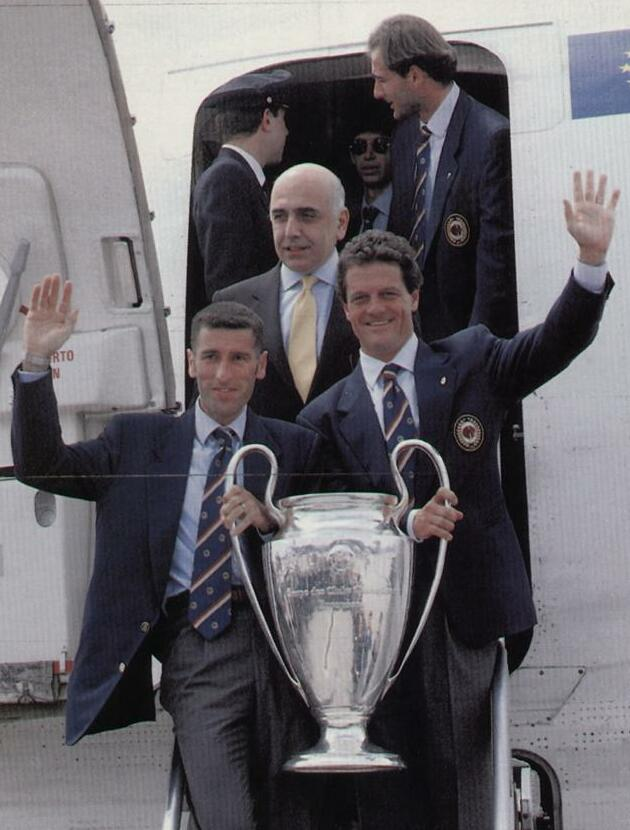
Mauro Tassotti, Adriano Galliani en Fabio Capello met de trofee.

De twee clubs hadden elkaar voor de confrontatie al een keer ontmoet. In 1959/60 hadden ze het in de 1/8 finale van de Europacup I, de voorloper van de Champions League, in een dubbele confrontatie tegen elkaar opgenomen. Barcelona won beide wedstrijden en versloeg Milan in Camp Nou met 5–1.
Voor de finale werd Barcelona uitgeroepen tot topfavoriet. De Spaanse club onder leiding van trainer Johan Cruijff had omwille van zijn wervelend voetbal de bijnaam "Dream Team" gekregen. Het elftal beschikte onder meer over toekomstig wereldvoetballer van het jaar Romário en leek onklopbaar, des te meer omdat Milan heel wat belangrijke spelers miste. Marco van Basten en jeugdtalent Gianluigi Lentini, destijds de duurste speler ter wereld, waren geblesseerd. Aanvoerder Franco Baresi miste de wedstrijd door een schorsing, evenals Alessandro Costacurta. En omdat men in 1994 van de UEFA slechts drie buitenlanders per elftal mocht opstellen, vielen Brian Laudrup, Jean-Pierre Papin en Florin Răducioiu buiten de Milanese selectie. Door de afwezigheid van Baresi was Mauro Tassotti gelegenheidsaanvoerder.
Cruijff beschikte over vier buitenlanders en koos er zoals wel vaker in het seizoen 1993/94 voor om middenvelder Michael Laudrup uit de selectie te laten. De oudste van de broers Laudrup was op weg naar de uitgang bij Barcelona en stond op het punt te tekenen bij aartsrivaal Real Madrid. Na de finale liet Capello optekenen dat Laudrup de speler was die hij het meest vreesde bij Barcelona en dat Cruijff een fout gemaakt had door hem niet op te stellen. De Italiaanse coach verklaarde dat hij voor de aftrap kalmeerde toen hij zag dat Koeman, en dus niet Laudrup, zou spelen.

## Wedstrijdverloop
Het Milan van trainer Fabio Capello stond voor het tweede seizoen op rij in de finale. Net als in 1993 koos hij voor een 4-4-2-formatie, ditmaal met enkele nieuwkomers in de basis. Zo kreeg Daniele Massaro door de blessure van Van Basten in de aanval het gezelschap van schaduwspits Dejan Savićević. Centraal op het middenveld speelde Marcel Desailly. De Fransman nam er de rol over van Frank Rijkaard, die in 1993 naar Ajax was teruggekeerd. Door de schorsingen van aanvoerder Franco Baresi en Alessandro Costacurta schoof linksachter Paolo Maldini naar het centrum van de verdediging en kwam de van Genoa overgenomen Christian Panucci op zijn positie te spelen. Omdat Capello ervoor koos om Desailly op het middenveld te laten spelen, kwam ook centrale verdediger Filippo Galli in het elftal. In afwezigheid van Lentini speelde de Kroatische flankspeler Zvonimir Boban.
Bij Barcelona koos Johan Cruijff voor een aanvallende 4-3-3-formatie. Ronald Koeman vormde samen met Miguel Ángel Nadal het centrum van de defensie. Op de flanken werden ze ondersteund door de kleine, vinnige vleugelverdedigers Albert Ferrer en Sergi. Josep Guardiola speelde als controlerende middenvelder net voor de defensie, met voor hem de infiltrerende middenvelders Guillermo Amor en José Mari Bakero. De Braziliaanse dribbelaar Romário speelde in de spits en werd vanop de flanken ondersteund door Hristo Stoichkov en Txiki Begiristain.

### Eerste helft
Milan zag al vroeg in de eerste helft een doelpunt van Christian Panucci afgekeurd worden. Na een vrijschop voor Milan werkte Barcelona de bal weg, waarna het leer meteen terug in het strafschopgebied gedropt werd door Milan. Panucci liep de diepte in en kopte de bal voorbij Andoni Zubizarreta in doel. Panucci zelf stond geen buitenspel op het moment van de voorzet, maar een ploeggenoot in zijn buurt wel en dus werd het doelpunt door de Engelse scheidsrechter Philip Don afgekeurd. Wat later kreeg uitblinker Daniele Massaro nog een kans; hij controleerde aan de rand van het strafschopgebied een voorzet vanop de linkerflank en schoot vervolgens met zijn linker hard in de handen van Zubizarreta.
Barcelona had het moeilijk om gevaarlijk te zijn. De beste kans kwam er na een combinatie tussen Romário en Guillermo Amor. Die laatste werd het strafschopgebied ingestuurd, maar zag zijn schot afgeblokt worden door een verdediger die hem op de huid zat.
In de 22e minuut kwam Milan dan toch op voorsprong. Dejan Savićević dribbelde zich op de rechterflank voorbij zijn bewaker Miguel Ángel Nadal en stormde richting de eerste paal. Josep Guardiola beende de Joegoslaaf bij, die vervolgens al struikelend voorzette naar de tweede paal, waar de vrijstaande Massaro de bal in doel kon duwen.
Na de openingstreffer zette Hristo Stoichkov zich door op de rechterflank. Hij tikte het leer in de actie iets te ver voor zich uit, waardoor doelman Sebastiano Rossi naar de bal kon duiken. Stoichkov hield zich niet in en raakte de doelman in het gelaat. Milan op zijn beurt kreeg nog een kans via Roberto Donadoni, die na een vrijschop van ploeggenoot Demetrio Albertini hard uithaalde op een bal die in de kluts voor zijn voeten viel. Aan de overzijde probeerde ook Txiki Begiristain met een hard schot te scoren, maar het leer werd makkelijk opgeraapt door Rossi. Wat later kreeg Romário nog een schietkans. Hij werd met een pass diep gestuurd en besloot meteen te trappen, maar krulde de bal naast het doel. Massaro probeerde van buiten het strafschopgebied met een moeilijk vluchtschot te scoren, maar zijn knal met rechts ging hoog over en naast het doel.
In de extra tijd van de eerste helft kende Massaro meer succes. Donadoni zette zich door op de linkerflank, bereikte de achterlijn en legde de bal in het strafschopgebied terug op de vrijstaande Massaro. Die aarzelde niet en trapte de bal met links in de verste hoek, waardoor Milan kon gaan rusten met een voorsprong van twee doelpunten.

### Tweede helft
Meteen na de rust diepte Milan de voorsprong verder uit. Savićević snoepte op de rechterflank de bal af van Nadal en besloot meteen op doel te schieten. Met een verre en hoge boogbal plaatste hij het leer over Zubizarreta in doel. Na de 3–0 nam de frustratie bij Barcelona toe. Op enkele minuten tijd kregen Bakero, Nadal en Sergi een gele kaart voor enkele zeer stevige overtredingen. Cruijff greep na het derde tegendoelpunt ook een eerste keer in; hij haalde Txiki Begiristain naar de kant, liet Eusebio Sacristán invallen en schakelde over op een driemansdefensie bestaande uit Nadal, Koeman en Ferrer.
Desondanks was het Milan dat het gevaarlijkst bleef. Na een overtreding op Donadoni op het middenveld nam Albertini snel een vrijschop. De bal werd diep gestuurd naar Savićević, die profiteerde van slecht verdedigen van Ferrer. De Joegoslaaf tikte de bal met links voorbij Zubizarreta, maar zag hoe het leer op de paal strandde. Barcelona speelde de bal echter meteen kwijt. Desailly onderschepte op het middenveld een slechte pass van Eusebio, zette een één-twee op met de struikelende Albertini en kwam zo alleen voor Zubizarreta te staan. De Fransman krulde de bal naar de verste hoek en scoorde het vierde Milanese doelpunt.
In de 73e minuut bracht Cruijff met Quique Estebaranz een extra aanvaller op het veld. Maar ook na de tweede wissel was Barcelona amper gevaarlijk. Milan controleerde de wedstrijd. In het slot mocht Stefano Nava nog even invallen voor de geblesseerde Maldini.

### Nasleep
De ruime zege van Milan is de geschiedenis ingegaan als de beste prestatie ooit geleverd door een team in de finale van de Champions League of Europacup I. De zware nederlaag van Barcelona betekende ook het symbolisch einde van het "Dream Team". Cruijff verloor veel krediet door de nederlaag en werd twee jaar later aan de deur gezet.
Marcel Desailly had de Champions League al gewonnen als speler van Olympique Marseille. Hij werd de eerste speler die het toernooi twee keer op rij won én met twee verschillende clubs.

### Wedstrijddetails
|                           |                                               |         |              |                                                                                      |
| 18 mei 1994 21:15 (UTC+3) | AC Milan                                      | 4 – 0   | FC Barcelona | Olympisch Stadion, Athene Toeschouwers: 70.000 Scheidsrechter: Philip Don (Engeland) |
| 18 mei 1994 21:15 (UTC+3) | Massaro 22', 45+2' Savićević 47' Desailly 58' | Verslag |              | Olympisch Stadion, Athene Toeschouwers: 70.000 Scheidsrechter: Philip Don (Engeland) |

| AC Milan | Barcelona |

| AC Milan:      |    |                    |     |
|                |    |                    |     |
| GK             | 1  | Sebastiano Rossi   |     |
| RB             | 2  | Mauro Tassotti     | 35' |
| CB             | 5  | Filippo Galli      |     |
| CB             | 6  | Paolo Maldini      | 84' |
| LB             | 3  | Christian Panucci  | 88' |
| RM             | 9  | Zvonimir Boban     |     |
| CM             | 4  | Demetrio Albertini | 53' |
| CM             | 8  | Marcel Desailly    |     |
| LM             | 7  | Roberto Donadoni   |     |
| CF             | 10 | Dejan Savićević    |     |
| CF             | 11 | Daniele Massaro    | 45' |
| Wisselspelers: |    |                    |     |
| GK             | 12 | Mario Ielpo        |     |
| DF             | 13 | Stefano Nava       | 84' |
| MF             | 14 | Angelo Carbone     |     |
| MF             | 15 | Gianluigi Lentini  |     |
| FW             | 16 | Marco Simone       |     |
| Coach:         |    |                    |     |
| Fabio Capello  |    |                    |     |

| FC Barcelona:  |    |                       |         |
|                |    |                       |         |
| GK             | 1  | Andoni Zubizarreta    |         |
| RB             | 2  | Albert Ferrer         | 58'     |
| CB             | 4  | Ronald Koeman         |         |
| CB             | 5  | Miguel Ángel Nadal    | 54'     |
| LB             | 7  | Sergi                 | 55' 73' |
| CM             | 6  | José Mari Bakero      | 48'     |
| CM             | 3  | Josep Guardiola       |         |
| CM             | 9  | Guillermo Amor        |         |
| RW             | 8  | Hristo Stoichkov      | 24'     |
| CF             | 10 | Romário               |         |
| LW             | 11 | Txiki Begiristain     | 51'     |
| Wisselspelers: |    |                       |         |
| DF             | 12 | Juan Carlos           |         |
| GK             | 13 | Carles Busquets       |         |
| MF             | 14 | Eusebio Sacristán     | 51'     |
| MF             | 15 | Ion Andoni Goikoetxea |         |
| MF             | 16 | Quique Estebaranz     | 73'     |
| Coach:         |    |                       |         |
| Johan Cruijff  |    |                       |         |